# Sudiți

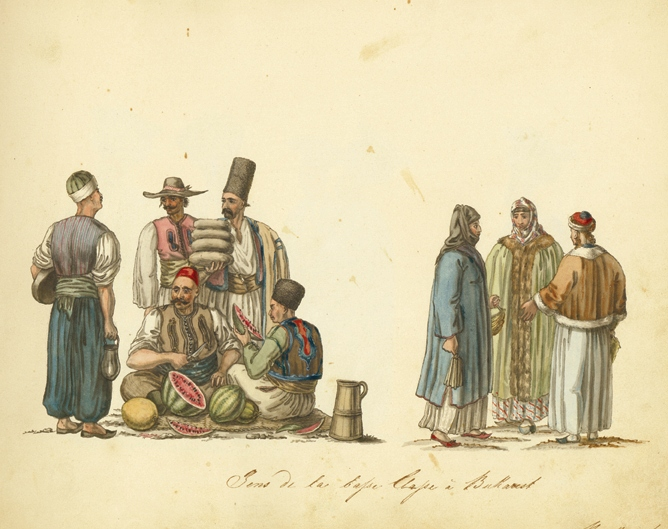
Habitantes de Bucareste numa gravura de 1825

Os sudiți (plural de sudit, uma palavra romena derivada do italiano suddito, que significa sujeito ou cidadão), eram habitantes dos Principados do Danúbio (Moldávia e Valáquia) que, durante o final do século XVIII e grande parte do século XIX (durante e depois do chamado período fanariota), estiveram sob a proteção de estados estrangeiros (geralmente a Monarquia de Habsburgo, Rússia e França) como recompensa por determinados serviços ou em troca de pagamento.
A proteção incluía imunidade a serem perseguidos, tanto pelos governantes locais (hospodares) como pela potência suserana, o Império Otomano. Além de proteção, gozavam também de alguns privilégios, como isenção de impostos. Os interesses concorrentes das nações envolvidas permitiam aos cônsules estrangeiros nos principados o tráfico de favores e títulos sudiți.

## História

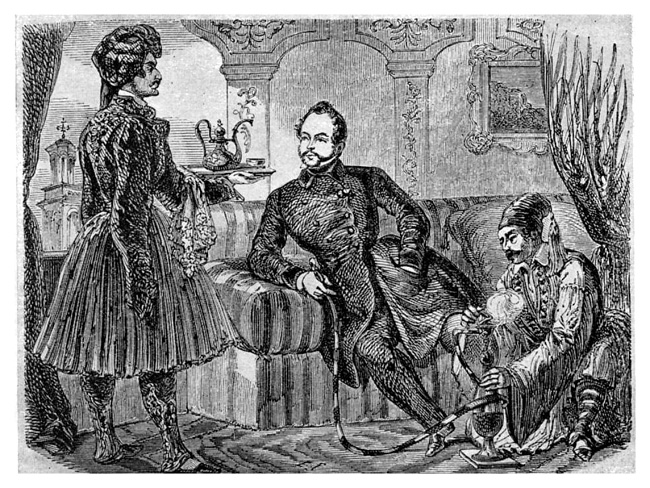
O cônsul francês em Bucareste, Adolphe Billecoq, em 1843

O estatuto de sudit foi estabelecido em 1774 pelo Tratado de Küçük-Kainarji, que pôs fim à guerra russo-turca 1768–1774, na qual o Império Otomano foi derrotado. O tratado abriu caminho à criação de consulados estrangeiros em Iași e em Bucareste.
Durante as várias guerras russo-turcas, que afetaram o território dos principados, os sudiți foram um grupo social influente e poderoso. Muitos deles era negociantes grossitas que formaram guildas (em romeno: bresle ou isnafuri), que concorreram com sucesso com os romenos em várias áreas de negócio. Após o Tratado de Adrianópolis de 1829, o Império Otomano foi obrigado a autorizar o comércio externo nos dois principados, que cresceria ainda mais durante a administração russa (1828–1857)
Entre os sudiți que se notabilizaram podem citar-se, por exemplo, Tudor Vladimirescu e Dimitrie Macedonski, líderes da revolta de 1821.
Muitos sudiți eram judeus asquenazes que abandonaram vária regiões da Rússia e do Reino da Galícia e Lodoméria (vassalo do Império Austríaco).
O estatuto de sudiți desapareceu após a guerra de independência da Roménia (1877–1878).